# العشر (كعيدنة)

تعديل مصدري - تعديل

العشر هي إحدى قرى عزلة السكابة والحماريين بمديرية كعيدنة التابعة لمحافظة حجة، بلغ تعداد سكانها 565 نسمة حسب تعداد اليمن لعام 2004.